# Rüdiger Joswig
Rüdiger Joswig (Anklam, 30 maggio 1949) è un attore e doppiatore tedesco.
Attore attivo principalmente in campo televisivo e teatrale  tra cinema e - soprattutto - televisione - ha partecipato ad una cinquantina di differenti produzioni, a partire dall'inizio degli anni settanta.  Il suo ruolo più noto è probabilmente quello del Capitano Holger Ehlers nella serie televisiva Guardia costiera (Küstenwache), ruolo interpretato per 17 anni, dal 1997 al 2014.
In qualità di doppiatore, ha prestato la propria voce, tra gli altri, Tom Atkins, Tom Berenger, James Caan, Joseph Cortese, John Flanagan, Peter Fonda, Ron Harper, Conan Lee, Stephen Mendel, John Pankow, Eric Roberts, John Ritter, Joe Regalbuto, Martin Sheen, Michael York, ecc.
È il marito dell'attrice Claudia Wenzel.

## Filmografia parziale

### Cinema
- Die Russen kommen (1971)
- Reise ohne Wiederkehr (1991)

### Televisione
- Polizeiruf 110 - serie TV, 3 episodi (1973-1979) - ruoli vari
- Der Staatsanwalt hat das Wort - serie TV, 4 episodi (1975-1980) - ruoli vari
- Ohne Märchen wird keiner groß - film TV (1976)
- Clausewitz - Lebensbild eines preußischen Generals - film TV (1980)
- Feuerdrachen - miniserie TV (1981)
- Und alles wegen Marietta - film TV (1982)
- Die Nacht mit Friedemann - film TV (1982)
- Rächer, Retter und Rapiere - serie TV, 1 episodio (1982)
- Bismark - miniserie TV, 1 episodio (1990)
- Mein Bruder, der Clown - film TV (1991)
- Wolff - Un poliziotto a Berlino - serie TV, 1 episodio (1993)
- Due madri per Rocco - film TV (1994)
- Um jeden Preis - film TV (1994)
- Tatort - serie TV, 2 episodi (1994-2005) - ruoli vari
- Hallo, Onkel Doc! - serie TV, 2 episodi (1995-1998) - Sig. Hoffmann
- Un caso per due - serie TV, 2 episodi (1995-2012) - ruoli vari
- Ein flotter Dreier - serie TV (1996)
- Wolkenstein - serie TV, 1 episodio (1996)
- Buongiorno professore! - serie TV, 1 episodio (1996)
- L'avvocato delle donne - miniserie TV (1997) - Sandro Gruber
- Guardia costiera - serie TV, 273 episodi (1997-2014) - Cap. Holger Ehlers
- Rosamunde Pilcher - Der Preis der Liebe - film TV (1998) - Christopher MacFarland
- Sotto il cielo dell'Africa - serie TV (1998)
- Doppelter Einsatz - serie TV, 1 episodio (2000)
- Klinik unter Palmen - serie TV, 1 episodio (2000)
- Squadra Speciale Cobra 11 - serie TV, 1 episodio (2000)
- La nave dei sogni - serie TV, 3 episodi (2000-2009) - ruoli vari
- Schlosshotel Orth - serie TV, 1 episodio (2001)
- Victor, l'angelo custode - serie TV, 1 episodio (2001)
- Nikola - serie TV, 1 episodio (2002)
- Er oder keiner - film TV (2003)
- Im Namen des Gesetzes - serie TV, 1 episodio (2004)
- Der Dicke - serie TV, 1 episodio (2005)
- Rosamunde Pilcher - Wind über der See - film TV (2007) - Sir Simon
- Ein starkes Team - serie TV, 1 episodio (2007)
- Mörder kennen keine Grenzen - film TV (2009)
- Inga Lindström - Il segreto del castello (Inga Lindström - Das Geheimnis von Gripsholm) - film TV (2013)
- Rosamunde Pilcher - Zu hoch geflogen - film TV (2013) - Lord Bingford

## Doppiatori italiani
- Paolo Buglioni in Guardia costiera[7]